# Onthophagus nongkaiensis
Onthophagus nongkaiensis là một loài bọ cánh cứng trong họ Bọ hung (Scarabaeidae).